# Dame tu amor
Dame tu amor è un brano musicale della cantante rumena Inna con la partecipazione della band messicana Reik. Il medesimo è stato reso disponibile in download digitale dal 27 maggio 2013 ed estratto come sesto singolo dal terzo album in studio della cantante, Party Never Ends.

## Il brano
Dame tu amor è un brano "latin dance" che ha una durata di tre minuti e quattordici secondi. È stato scritto da Andrew Frampton, Breyan Isaac e Thomas Joseph Rozdilsky mentre la produzione è stata curata dai Play & Win.
Del brano esiste la versione cantata in lingua inglese con il titolo di "Light Up" pubblicata una settimana dopo il rilascio di "Dame Tu Amor" ed inclusa nella versione deluxe di Party Never Ends.

## Tracce
Download digitale
Testi e musiche di Andrew Frampton, Breyan Isaac, Andreas Schuller e Thomas Joseph Rozdilsky; edizioni musicali Global Records.
1. Dame tu amor (feat. Reik) – 3:14
2. Light Up (feat. Reik) – 3:14